# 靈寶天尊

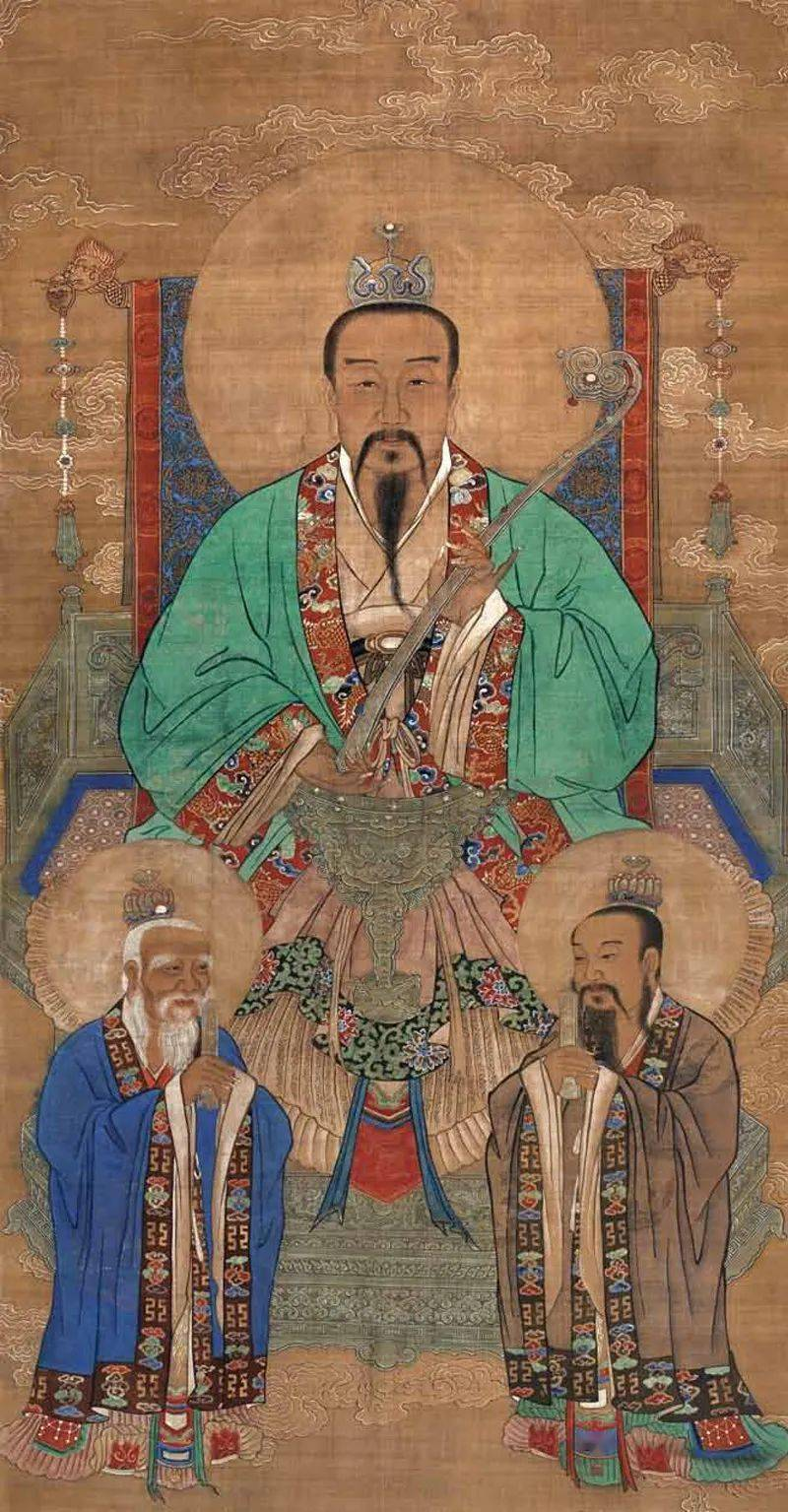
上清靈寶天尊（北京市白云观藏）

靈寶天尊，又稱太上玉宸大道君，道教天神，最早為道教上清派尊神，後成三清尊神之一。
道教靈寶派典籍中的尊號為「太上玉晨玄皇大道君」、「青玄祖炁上清靈寶天尊虛皇上帝」、「上清眞境洞玄靈寶天尊」、「上清眞境太上道君靈寶天尊」、「清微玄祖上清靈寶玉宸大道君」、「上清眞境虛皇玉晨靈寶天尊妙有上帝」。

## 經典中之記載
陶弘景的《真靈位業圖》，其第二中位編排為「太上玉宸玄皇大道君」，第四中位之二，編排「上皇太上無上大道君」。至《上清眾經諸真聖秘》仍分別列「玉宸太上大道君」和「太清大道君」。《雲笈七籤》則分別撰《太上道君紀》、《太上玉宸大道君紀》。《大洞經》則云：「上清高聖大道君者，一號玉宸君。」「靈寶天尊即太上大道君也。」後來上清派與靈寶派的這三種稱呼均融合為同一神，即三清的第二位尊神。「玉宸道君者乃大道之化身也，言其有不可以隨迎，謂其無復存乎恍惚，所以不有而有，不無而無，視之無象，聽之無聲，於妙有妙元之間大道存焉，道君即審道之本，洞道之元，為道之炁，即師事元始天尊稱受弟子焉，猶是老君票而師之矣：居上清禹余天中，降金科寶第三洞仙經付經師羅翹真人，傳教於萬國焉！」「玉宸大道君為靈寶教主，乃元始天尊之弟子，太微天帝之師也，受靈寶上品度人之道。」「靈寶乃道君之號，道君名經寶，以諸經皆由道君演說也。」
《大洞真經》云：「上清高聖太上大道君者，蓋玉宸之精氣，慶雲之紫煙，玉暉曜煥，金映流真，結化含秀，包凝立神，寄胎母氏，育形為人，母妊三千七百年，乃誕於西那天郁察山浮羅之岳，丹玄之阿矣！」
《靈寶略記》稱：「太上大道君，以開皇元年，托胎於西方綠那玉國，寄孕於洪氏之胞，凝神瓊胎之腹，三千七百年降誕於其國，郁察山浮羅之岳，丹玄之阿側，名曰器度字上開元，及其長乃啟悟道真，期心高道，坐於枯桑之下精思百日，而元始天尊下降，授道君靈寶大乘之法十部妙經。元始乃與道君游履十方，宣怖法緣，既畢。然後以法委付道君，則賜道君太上之號，道君即廣宣經箓，傳乎萬世。」

## 影視作品
- 2021年大陸版電視劇《千古玦塵》：劉學義飾天啟神尊（影射靈寶天尊）